# Nikolaj Nikolaevič Bogoljubov
Nikolaj Nikolaevič Bogoljubov (in russo Николай Николаевич Боголюбов?; Nižnij Novgorod, 21 agosto 1909 – Mosca, 13 febbraio 1992) è stato un fisico e matematico sovietico.
È noto per contributi significativi alla teoria quantistica dei campi, alla meccanica statistica classica e quantistica e alla teoria dei sistemi dinamici. Nel 1992 vinse il premio Dirac dell'ICTP.

## Biografia
Bogoljubov nacque nel 1909 a Nižnij Novgorod. Nel 1919 la famiglia si trasferì nel governatorato di Poltava (oggi in Ucraina), dove il giovane cominciò a studiare matematica e fisica. La famiglia si trasferì poco dopo a Kiev, nel 1922, dove vissero in povertà perché il padre riuscì a trovare solo un incarico come prete nel 1923.
Nel 1924, a quindici anni, pubblicò il suo primo articolo scientifico. Nel 1925 entrò nel programma di dottorato dell'Accademia delle scienze della RSS Ucraina e ottenne il titolo di Kandidat Nauk (equivalente a un dottorato) nel 1928. Nel 1930, ventunenne, ottenne il titolo di Doktor nauk (equivalente all'abilitazione). Nel 1940, in seguito all'occupazione sovietica della Bucovina settentrionale, partecipò alla creazione del dipartimento di matematica dell'Università di Černivci.

### 1941–1943
Dopo l'attacco tedesco contro l'Unione Sovietica il 22 giugno 1941 (che segnò l'inizio della grande guerra patriottica), Bogoljubov dovette trasferirsi a Ufa, dove diventò direttore del dipartimento di analisi matematica all'università tecnica statale di aeronautica di Ufa.

### Mosca
Nel 1943 Bogoljubov arrivò a Mosca dove il 1º novembre accettò una cattedra al dipartimento di fisica teorica dell'Università statale di Mosca. All'epoca il capo dipartimento era Anatolij Vlasov, che tenne l'incarico fino al 2 gennaio 1953, quando subentrò proprio Bogoljubov.

### Istituto Steklov
Nel 1947 Bogoljubov organizzò e diventò il capo del dipartimento di fisica teorica dell'istituto matematico di Steklov. Nel 1969, il dipartimento fu diviso in fisica matematica, meccanica statistica e teoria dei campi.

### Dubna (1956–1992)
Dal 1956 lavorò presso l'istituto unito per la ricerca nucleare di Dubna, dove fu uno dei fondatori e il primo direttore del laboratorio di fisica teorica. Rimase direttore dal 1966 al 1988.

## Principali risultati
I lavori principali di Nikolaj Bogoljubov erano incentrati su metodi asintotici di meccanica non lineare, teoria quantistica dei campi, teoria statistica dei campi, calcolo delle variazioni, metodi di  approssimazione nell'analisi matematica, equazioni di fisica matematica, teoria della stabilità, teoria dei sistemi dinamici e molte altre aree.
Elaborò una nuova teoria delle matrici di scattering, formulò il concetto di causalità microscopica, ottenne importanti risultati nell'elettrodinamica quantistica e studiò le relazioni di dispersione nella fisica delle particelle elementari. Suggerì una nuova sintesi della teoria di Bohr delle funzioni quasiperiodiche e sviluppò metodi per l'integrazione asintotica di equazioni differenziali non lineari che descrivono processi oscillanti.

### Matematica e meccanica non lineare
- Nel 1932-1943, nella fase iniziale della sua carriera, lavorò in collaborazione con Nikolaj Krylov su problemi matematici di meccanica non lineare e sviluppò metodi matematici per l'integrazione asintotica di equazioni differenziali non lineari. Applicò questi metodi anche a problemi di meccanica statistica.
- Nel 1937, insieme a Nikolaj Krylov, dimostrò i teoremi di Krylov-Bogoljubov.[3]
- Nel 1956, alla Conferenza Internazionale di Fisica Teorica a Seattle, USA (settembre 1956), presentò la formulazione e la prima dimostrazione del teorema edge of the wedge. Questo teorema nella teoria delle funzioni di più variabili complesse ha importanti implicazioni per le relazioni di dispersione nella fisica delle particelle elementari.

### Meccanica statistica
- 1939 Insieme a Nikolaj Krylov diede la prima derivazione microscopica coerente dell'equazione di Fokker-Planck nello schema unificato della meccanica classica e quantistica.[4]
- 1945 Suggerisce l'idea di una gerarchia dei tempi di rilassamento, che è importante per la teoria statistica dei processi irreversibili.
- 1946 Sviluppò un metodo generale per una derivazione microscopica delle equazioni cinetiche per sistemi classici[5][6]. Il metodo si basava sulla gerarchia di equazioni per funzioni di distribuzione multiparticelle note ora come gerarchia Bogoljubov-Born-Green-Kirkwood-Yvon (gerarchia BBGKY).
- 1947 Insieme a K. P. Gurov estese questo metodo alla derivazione di equazioni cinetiche per sistemi quantistici sulla base della gerarchia BBGKY quantistica.[7]
- 1947-1948 Introdusse le equazioni cinetiche nella teoria della superfluidità[8][9], calcolò lo spettro di eccitazione per un gas di Bose debolmente non ideale, dimostrò che questo spettro ha le stesse proprietà dello spettro dell'elio II e usò questa analogia per una descrizione teorica della superfluidità dell'elio II.
- 1958 Formulò una teoria microscopica della superconduttività[10] e stabilì un'analogia tra i fenomeni di superconduttività e superfluidità.

### Meccanica quantistica
- 1955 Sviluppò una teoria assiomatica per la matrice di scattering (matrice S) in teoria quantistica dei campi e introduce la condizione di causalità per la matrice S in termini di derivate variazionali.
- 1955 Insieme a Dmitrij Širkov sviluppò il metodo del gruppo di rinormalizzazione.
- 1955 Insieme a Ostap Parasjuk dimostrò il teorema sulla finitezza e unicità (per teorie rinormalizzabili) della matrice di scattering in qualsiasi ordine di teoria perturbativa (teorema di Bogoljubov-Parasjuk) e sviluppò una procedura (operazione R) per un'eliminazione pratica delle singolarità in teoria quantistica dei campi.[11][12]
- 1965 Insieme a Boris Struminskij e Albert Tavchelidze e indipendentemente da Moo-Young Han, Yoichiro Nambu e Oscar W. Greenberg suggerirono un modello a tripletto di quark e introdussero un nuovo grado quantistico di libertà (in seguito chiamato carica di colore) per i quark.[13]

## Premi e riconoscimenti

### Sovietici
- Due premi Stalin (1947, 1953)
- Premio di Stato dell'Unione Sovietica
- Premio Lenin
- Eroe del lavoro socialista
- Sei Ordini di Lenin
- Ordine della Rivoluzione d'ottobre
- Ordine della Bandiera rossa del lavoro
- Ordine del distintivo d'onore

### Accademici
- Premio Heineman per la fisica matematica nel 1966
- Medaglia d'oro Helmholtz dell'Accademia delle scienze della Repubblica Democratica Tedesca nel 1969
- Medaglia Max Planck nel 1973
- Medaglia Franklin nel 1974
- Medaglia d'oro Lavrent'ev nel 1983
- Medaglia d'oro Lomonosov nel 1985
- Medaglia d'oro Ljapunov nel 1989
- Premio Dirac dell'ICTP nel 1992